# Titus Flavius Norbanus
Titus Flavius Norbanus was onder keizer Domitianus van 94 tot 96 pretoriaanse prefect.
Norbanus was klaarblijkelijk afkomstig uit de Romeinse provincie. Uit zijn naam valt af te leiden dat hij het Romeins burgerschap had verkregen ten tijde van een van de Flavische keizers. Verder is er niets over zijn achtergrond bekend.
In de jaren 94 tot 96 was hij samen met zijn collega Titus Petronius Secundus commandant van de pretoriaanse garde. Mogelijk  was hij betrokken bij de samenzwering die in september 96 leidde tot de moord op keizer Domitianus.
Rond 89, ten tijde van de opstand van Saturninus in Mogontiacum (het huidige Mainz) was Norbanus procurator van de provincie Rhaetia.